# Priva
Pour l’article ayant un titre homophone, voir Privas.
Genre
Classification APG IV (2016)
Synonymes
- Blairia Adans.
- Streptium Roxb.
- Tortula Roxb. ex Willd.[2]

Priva est un genre de plantes pantropicales, de la famille des Verbenaceae, comportant environ 20 espèces. L'espèce type est Verbena lappulacea L..

## Description
Priva regroupe des herbacées vivaces, à tiges, branches et rameaux ± tétragonaux, souvent décombants. Les feuilles décussées ou subopposées, sont simples, exstipulées, sessiles ou pétiolées, minces membraneuses, le plus souvent dentées-dentées. L'inflorescence en racème, est le plus souvent terminal, parfois axillaire. Les bractées sont peu apparentes. Les fleurs pédicellées ou subsessiles, sont bisexuées, ± zygomorphes. Les calice tubulaire porte 5 dents. La corolle est blanche, bleue, rose ou violette, en forme de plateau ou d'entonnoir, avec un tube droit ou quelque peu incurvé, le limbe 5-lobé, 2-lèvre, la lèvre supérieure 3-lobée avec un grand lobe central et 2 lobes latéraux de taille moyenne, la lèvre inférieure 2-lobée avec 2 petits lobes égaux. Les 4 étamine sont didynames, insérées vers le milieu du tube de la corolle, incluses. Les anthères sont oblongues ou ovoïdes, dorsifixées, et les staminode parfois présentes. L'ovaire comporte (2–)4 loges, et chaque loge 1 ovule. Le style porte un stigmate à 2 lobes inégaux. Le fruit est un schizocarpe sec, parfois ligneux, en 2 parties, échiné ou strié à l'extérieur. Le calice fructifère accrescent, renfermant le fruit. Les graines sont dépourvues d'endosperme.

## Liste d'espèces
Selon The Plant List :

### Espèces valides
- Priva adhaerens (Forssk.) Chiov.
- Priva africana Moldenke
- Priva armata S.Watson
- Priva aspera Kunth
- Priva auricoccea A.Meeuse
- Priva bahiensis Schauer
- Priva boliviana Moldenke
- Priva cordifolia (L.f.) Druce
- Priva curtisiae Kobuski
- Priva domingensis Urb.
- Priva favargeri R.Fern.
- Priva flabelliformis (Moldenke) R.Fern.
- Priva grandiflora (Ortega) Moldenke
- Priva humbertii Moldenke
- Priva ibugana Rzed. & Calderón
- Priva laciniata Moldenke
- Priva lappulacea (L.) Pers.
- Priva mexicana (L.) Pers.
- Priva meyeri Jaub. & Spach
- Priva pedicellata Moldenke
- Priva peruviana Moldenke
- Priva portoricensis Urb.
- Priva socotrana Moldenke

### Nomenclatures taxonomiques non résolues
- Priva forskaolaei Jaub. & Spach
- Priva roxburghii Endl.